# 広軌
広軌（こうき、broad gauge）は、鉄道線路のレール（軌条）間隔を表わす軌間が標準軌の1435mm（4フィート8½インチ）を超えるものをさす。
軌間は、広ければ広いほど安定性が高くなり横風に対する安全性は増す。ただし、曲線での左右の車輪の回転数の差は軌間が広いほど大きいため、最小半径は大きくしなければならない。左右の車輪を独立して回転できるようにすることで、この問題を克服したタルゴのような例もある。
速度の向上との関連性については、蒸気機関車の場合、動輪直径を大きくできるため軌間は広いほうが有利であるが、電気機関車などの近代的動力車であれば、多少の軌間の違いはそれほど大きなハンデにはならないとされる。その例として、スペインの鉄道では、営業最高速度が220 km/hの在来線が広軌であるのに対し、350 km/hでの営業運転を計画しているAVE（高速新線）はフランス国鉄への直通運転を考慮したこともあるが、標準軌で建設されている。

## 広軌鉄道を保有している国

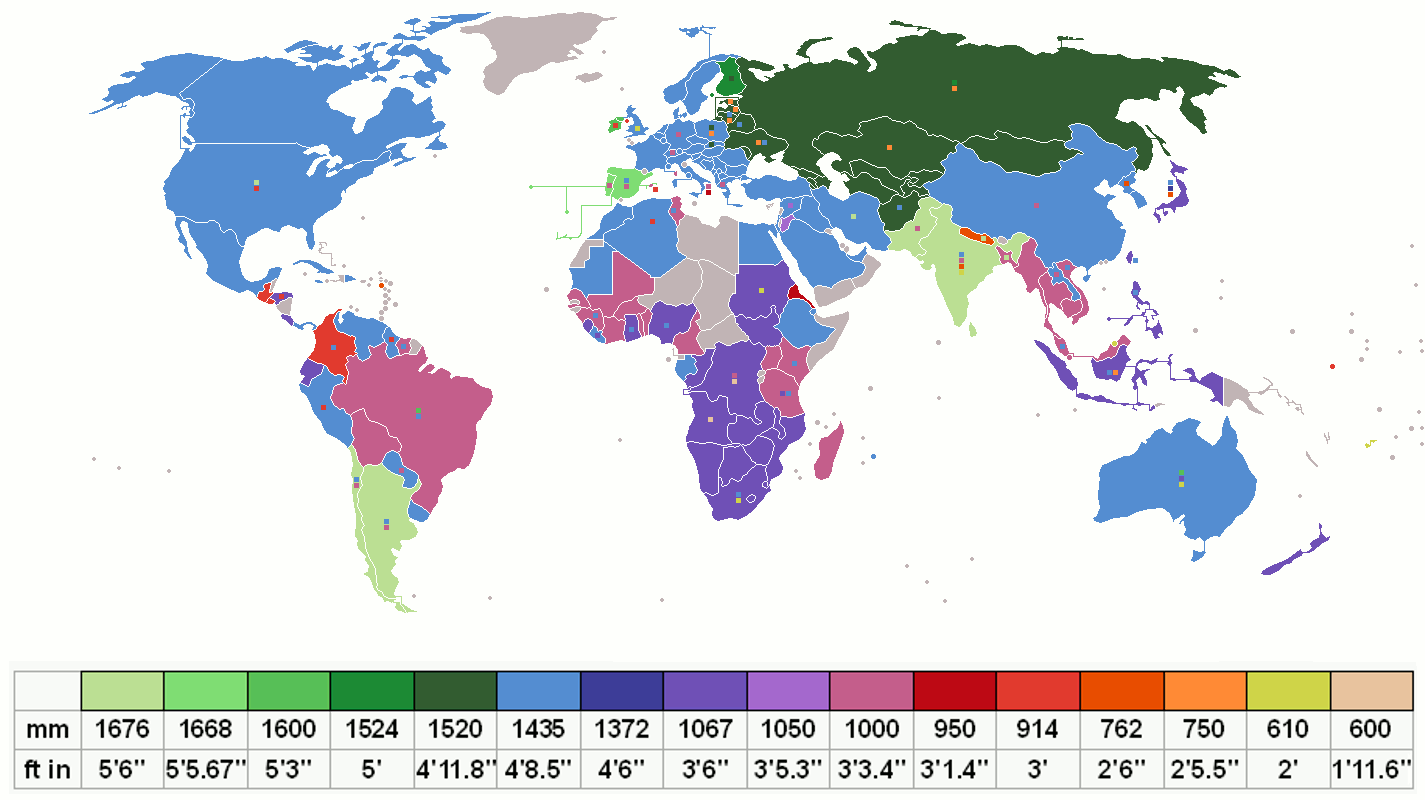
各国の軌間
緑色が広軌

イギリスの鉄道では、グレート・ウェスタン鉄道が1838年以来2140mm（7フィート¼インチ）の広軌の先駆けであり、1890年代までこの軌間を維持していた。
今日でも多くの国が広軌鉄道を保有している。

### 1524mm（5フィート）
現在フィンランド以外は1520mmと登録。

#### 旧ソビエト連邦諸国
- ロシア連邦
- ウクライナ
- ベラルーシ
- モルドバ
- エストニア
- ラトビア
- リトアニア
- ジョージア
- アゼルバイジャン
- アルメニア
- カザフスタン
- ウズベキスタン
- トルクメニスタン
- キルギス
- タジキスタン

かつてのロシア帝国が外敵の侵略を困難にするために互換性の無い広軌を採用したが、米国技師案によるとの説もある。
2022年ロシアのウクライナ侵攻を受けて、ウクライナは旧ソ連圏の5フィート軌間（1520mm）から欧州標準軌
（1435mm）への改軌を同年5月末の会議で表明した。

#### 旧ソビエト連邦ではない国
- モンゴル国
- フィンランド

両国は旧ソビエト連邦構成共和国ではないが、モンゴルの独立と国造りはソ連の支援を受けており、フィンランドはソ連よりの中立政策(フィンランド化)の下、東西貿易の販路としてソ連直通の鉄道が用いられていた。

### 1581mm（5フィート2¼インチ）
- 米国（ペンシルベニア州フィラデルフィア市の地下鉄・路面電車路線SEPTA）

### 1588mm（5フィート2½インチ）
- 米国（ペンシルベニア州ピッツバーグ市の路面電車）

### 1600mm（5フィート3インチ）
- アイルランド
- イギリス
  - 北アイルランド
- オーストラリア
- ブラジル - 複数の都市鉄道とかつてのパウリスタ鉄道（ポルトガル語版）およびブラジル中央鉄道（ポルトガル語版）などが敷設した鉄道路線において採用。一部路線は1,000 mm軌間との三線軌条。
  - サンパウロ近郊路線（サンパウロ都市圏鉄道会社）
  - リオデジャネイロ近郊路線（SuperVia等）
  - ポルトアレグレ都市鉄道
  - ベロオリゾンテ都市鉄道
  - レシフェ都市鉄道

ほか

### 1665mm
- ポルトガル（計画されている高速鉄道では標準軌を予定している[2]）

### 1668mm（5フィート5½インチ）
- スペイン（高速鉄道AVEを除く）

### 1676mm（5フィート6インチ）
- インド（一部の狭軌路線を除く大半）
- パキスタン
- スリランカ
- アルゼンチンの鉄道[3]
  - ロカ将軍鉄道
  - ミトレ将軍鉄道
  - サルミエント鉄道
  - サン・マルティン将軍鉄道
- チリ[4]
  - バルパライソ - （ラ・カレラ） - コンセプシオン - プエルトモントのチリ縦貫鉄道とその支線
- 米国
  - カリフォルニア州サンフランシスコ市のBART（Bay Area Rapid Transit）システム[注 1]

インドでは、1800mm以上の広軌を主張する技術者と標準軌を主張するインド政府側で意見の対立があり、妥協案として1676mmとなったという。
グレート・ウェスタン鉄道では、イザムバード・キングダム・ブルネルの考案した2140mmゲージにより、車両の安定性を増し、高速化できることを期待したが、同社は初期の機関車の設計に問題があり、広軌の利点を幾分損なうこととなった。また、懸架装置の発展が早く進み、どのみち10年か20年のうちに標準軌での速度が広軌での速度に追いつくことになった。1600mmと1676mm軌間においては、幅の広い分だけ蒸気機関のシリンダを大きくでき、出力を増やすことができたが、標準軌でもシリンダを外側に配置することでこの問題を解決することができた。
米国のピッツバーグやフィラデルフィアの路面電車・地下鉄の軌間は、米国内で軌間の統一がなされていなかった19世紀中頃に建設された馬車鉄道の軌間に由来する。その後、19世紀終わりまでに幹線鉄道の軌間は標準軌へ統一されたが、市街鉄道の場合、市街の併用軌道上への貨物列車の進入を阻止したいという市当局の思惑から、標準軌と異なる軌道幅が支持され、20世紀初頭建設の路面電車を含め、5フィート前後の様々な軌間が採用される結果となった。
ナチス・ドイツでは、ブライトシュプールバーンと呼ばれる、軌間3000mmの巨大列車計画があった。

## 日本における広軌の定義
日本では地方鉄道法により、私鉄も旧国鉄線の1067mmの狭軌を超える軌間の敷設が制限されたため、狭軌が日本の標準軌間になっていた。このため1067mmを超える軌間を全て広軌と呼ぶのが一般的だった時期がある。また、現在でも過去と同様に1435mm軌間を広軌と表現する場合もあり、近畿日本鉄道では公式の呼称としている。混同を防ぐために、1067mmは国鉄標準軌、1435mmは国際標準軌という表現も用いられていた。
- 標準軌の1435mm（新幹線）を広軌と記述した、昭和中期頃（東海道新幹線の開業直前まで）までの国鉄公式文書がある。
- 近鉄名古屋線の標準軌化当時は、広軌化と記述されていた。

国鉄分割民営化後は、国際的な広軌との混同を防ぐため、公式文書で1435mm軌間を標準軌と記述するのが基本になり、広軌とは表現しなくなった。
日本国内に国際的な広軌（軌間が1435mmを超える）営業用路線は、2017年時点、（国土交通省管轄の普通鉄道では）存在しない。
工場構内鉄道として製鉄所で広軌を採用したケースがある。1676mm軌間がJFEスチール東日本製鉄所・京浜地区（旧扇島地区）に用いられているほか、1435mm軌間も各地の製鉄所で用いられている（いずれも非電化）。製鉄所構内で広軌や標準軌を採用した理由は、高炉で製造された銑鉄の輸送は製鋼工場までの閉じた輸送なことと、製鉄所が立地する埋め立て地の軟弱地盤で重量物を安定輸送する設計が容易なことによる。
特殊鉄道や非指定鉄道（国土交通省管轄外の鉄道）では、広軌を導入しているケースがある。ゴムタイヤ式地下鉄では広島高速交通が1700mm（案内輪間隔 2900mm）、札幌市営地下鉄が走行輪間隔で南北線が2230mm、東西線・東豊線が2150mmである。宮ヶ瀬ダムインクラインは1600mm、野辺山宇宙電波観測所のパラボラアンテナ運搬軌道は4000mmである。